# Euclymene lombricoides
Euclymene lombricoides är en ringmaskart som först beskrevs av Jean Louis Armand de Quatrefages de Bréau 1866.  Euclymene lombricoides ingår i släktet Euclymene och familjen Maldanidae. Inga underarter finns listade i Catalogue of Life.